# Gabriel Correa
Carlos Gabriel Correa Viana (Montevideo, 13 gennaio 1968) è un allenatore di calcio ed ex calciatore uruguaiano, di ruolo centrocampista.

## Caratteristiche tecniche
Giocava come centrocampista centrale.

## Carriera

### Giocatore

#### Club
Inizia la sua carriera in patria nel River Plate della sua città natale, ottenendo nel 1984 la promozione in prima divisione; dopo svariate stagioni, trascorre un anno nel Peñarol, terminato il quale ottiene il trasferimento in Europa. Nel 1990 difatti viene acquistato dal Real Murcia, all'epoca in Segunda División spagnola; nel primo torneo spicca, oltre che per la sua frequente presenza in campo, anche dal punto di vista disciplinare: sono infatti dieci i cartellini gialli e due quelli rossi. La seconda annata è negativa per la sua società, dato che retrocede in Segunda División B. In seguito a tale risultato, Correa lascia la squadra e si accorda con il Real Valladolid, militante in Primera División. La prima annata in massima serie si conclude con il diciottesimo posto, ma la retrocessione è evitata. Comunque, il giocatore lascia egualmente la società e si accasa al Mérida, che al termine del campionato 1994-1995 conquista la promozione. Correa torna dunque a calcare i campi della Liga, ma nonostante una buona stagione a livello personale (34 partite e 3 gol, entrambi primati per quanto riguarda la sua carriera in Spagna) il Mérida retrocede. Ancora una volta però la società estremadurana viene promossa in prima divisione; di nuovo, al termine della Primera División spagnola 1997-1998 torna in seconda serie. Correa lascia dunque il club e disputa la sua penultima stagione al Siviglia, guadagnandosi la terza promozione in carriera nella stagione 1998-1999. Nel 2000 viene ceduto all'Hércules, con cui chiude la carriera nel 2001.

#### Nazionale
Debutta in Nazionale il 2 novembre 1988 nell'incontro di Concepción con il Cile durante la Coppa Juan Pinto Durán. Successivamente viene incluso nella lista dei convocati per la Copa América 1989, e in tale competizione è membro fisso della linea mediana della sua selezione, eccezion fatta per le ultime due partite, in cui è sostituito da Perdomo. L'anno successivo ottiene anche la convocazione per il campionato del mondo 1990 e debutta alla prima partita dell'Uruguay contro la Spagna, sostituendo al 68º minuto Pereira: quella rimane l'unica sua presenza nel torneo.

### Allenatore
Nel 2005 assume la guida delle giovanili del Murcia, attività che svolge in parallelo con il suo incarico di vice allenatore: nel 2006 siede in panchina della prima squadra per una partita prima che venga nominato il nuovo tecnico di ruolo. Successivamente segue Mar Menor, Caravaca e Lorca.

## Palmarès

### Giocatore

#### Club

##### Competizioni nazionali
- Segunda División Profesional de Uruguay: 1

River Plate: 1984
- Segunda División spagnola: 1

Mérida: 1994-1995, 1996-1997